# Aleh Popel
Aleh Popel (belarussisch: Алег Попель; russisch: Олег Геннадьевич Попель) (* 1. Januar 1983 in Ponara) ist ein belarussischer Fußballspieler. Popel spielte bis 2005 als Verteidiger in der belarussischen U-21-Nationalmannschaft und kam dabei auf 21 Einsätze. Nach Stationen unter anderem in Moskau und Minsk spielt er seit 2010 bei dem FC Smorgon. Aleh Popel ist 1,83 m groß und wiegt 72 kg.